# メタアルデヒド
メタアルデヒド（Metaldehyde）とは、アセトアルデヒドがアセタール化した4量体で分子式 (C2H4O)4 の無色針状晶であるが、放置すると徐々にアセトアルデヒドの3量体のパラアルデヒドに転換するので通常は両者の混合物になっている。
ナメクジやカタツムリの駆除に使われる物質である。また、キャンプなどで使う固形燃料としても使われる。

## ナメクジ、カタツムリ駆除剤としての利用
- 穀物粉や糖蜜などに混ぜてペレット状にし、誘引駆除剤にする。（ナメトックス、ナメキール等）

また、他剤を混ぜてダンゴムシ、コオロギ等をも駆除できるようにしたものもある。（グリーンベイト等）
- 水和剤にして生息場所に散布する。（マイキラー等）

## キャンプ用固形燃料としての利用
- 液体燃料を使用するポータブルストーブの予熱用燃料に使用される。また固形燃料ストーブの主燃料としても用いられる。短縮してメタと呼ばれることもある。代表的なブランドとしてスイスメタがある。